# Branko Ružić
Branko Ružić, cyr. Бранко Ружић (ur. 14 grudnia 1975 w Belgradzie) – serbski polityk, parlamentarzysta, w latach 2013–2014 minister bez teki, od 2017 do 2020 minister administracji publicznej i lokalnej, w latach 2020–2022 pierwszy wicepremier oraz minister edukacji i nauki, od 2022 do 2023 minister edukacji.

## Życiorys
W dzieciństwie mieszkał m.in. w Australii, gdzie jego ojciec był jugosłowiańskim dyplomatą. Ukończył stosunki międzynarodowe na Uniwersytecie w Belgradzie. W latach 1996–1999 pełnił funkcję prodziekana do spraw studenckich na wydziale politologii tej uczelni. Zaangażował się w działalność polityczną w ramach Socjalistycznej Partii Serbii Slobodana Miloševicia. Był przewodniczącym jej organizacji młodzieżowej, a następnie rzecznikiem prasowym SPS.
W latach 2001–2003 sprawował mandat posła do serbskiego Zgromadzenia Narodowego. Od 2004 do 2006 zasiadał w parlamencie federalnym Serbii i Czarnogóry. W 2008 i 2012 wybierany ponownie do serbskiego parlamentu, od 2008 przewodniczył klubowi poselskiemu swojego ugrupowania. W sierpniu 2013 wszedł w skład rządu Ivicy Dačicia jako minister bez teki odpowiedzialny za integrację europejską. Funkcję tę pełnił do końca urzędowania tego gabinetu, tj. do kwietnia 2014. W wyborach w 2014 i 2016 utrzymywał mandat deputowanego do Zgromadzenia Narodowego na kolejne kadencje.
W czerwcu 2017 otrzymał nominację na ministra administracji publicznej i lokalnej w rządzie Any Brnabić. W utworzonym w październiku 2020 drugim gabinecie dotychczasowej premier został natomiast pierwszym wicepremierem oraz ministrem edukacji, nauki i rozwoju technologicznego. W powołanym w październiku 2022 jej trzecim rządzie objął urząd ministra edukacji. Sprawował go do maja 2023; ustąpił wkrótce po strzelaninie w jednej ze szkół w Belgradzie. Został następnie doradcą pierwszego wicepremiera Ivica Dačicia. W wyborach 2023 otrzymał mandatowe miejsce na liście koalicji skupionej wokół SPS, uzyskując ponowny wybór do serbskiego parlamentu.